# Úpravna zlaté rudy v Kašperských Horách
Středověká úpravna zlatých rud v Kašperských Horách je archeologická lokalita odkrytá v devadesátých letech 20. století. Archeologický výzkum zde odkryl základy areálu z přelomu 13. a 14. století, ve kterém se zlatá ruda připravovala na následné drcení. Zařízení bylo v provozu přibližně 150 let. Objekt je chráněn jako kulturní památka. Jeho vlastníkem je město Kašperské Hory.

## Historie těžby
Zlato na Šumavě objevili Keltové, získávali ho především rýžováním ve zlatonosných řekách a potocích. Rozkvět hlubinné těžby začal až koncem 12. století, vrcholu těžba dosáhla za prvních Lucemburků – Jana a Karla. Jan Lucemburský udělil městu pečeť a znak, zprostil ho daní s výjimkou daní ze soli. Karel IV. dal postavit strážní hrad Kašperk a vybudovat třetí větev Zlaté stezky – kašperskohorskou, která městu pomohla k dalšímu rozkvětu. Za husitských válek těžba poněkud poklesla, opakovaně se opět zvyšovala, ale nikdy už nebyla tak výnosná jako ve století čtrnáctém. S menšími či většími úspěchy těžba pokračovala až do začátku 20. století.

## Popis
Archeologická lokalita ležící na jižním kraji města je z období vrcholného středověku a je první zjištěnou stavbou na tepelné zpracování zlaté rudy v Čechách.
Při výkopech kanalizace pro novou ulici Krátká v devadesátých letech 20. století v lokalitě zvané Na Prádle (původní pomístní název – pral se zde křemen) archeologové v hloubce dva metry pod zemí identifikovali jedinečnou technickou památku – patrně nejstarší úpravnu zlatonosných rud na evropském kontinentě. Byla objevena kamenná podezdívka stavby z přelomu 13. a 14. století o rozměrech asi 12 × 12 metrů s kamennou pecí s klenbou uvnitř a hromadami žárem rozpukaného zlatonosného vytěženého křemene. Vedle objektu pece byla objevena cisterna na vodu. V peci docházelo k tepelnému zpracování zlatonosného křemene, který byl několik hodin zahříván a poléván vodou z cisterny, aby snáze pukl. Odtud byl dopravován k drtírnám a zlatomlýnům, kterých pracovalo v době největší těžby v Kašperských Horách asi tři sta. Úpravna pracovala asi 150 let, o čemž svědčí nálezy keramiky. Na dně cisterny byly objeveny i kahany a zbytky kožených částí oděvů horníků, železné předměty, keramika (včetně importů) a sklo. Na místě byl nalezen i stříbrný parvus Jana Lucemburského.
Všechny nálezy jsou uloženy a vystaveny v Muzeu Šumavy v Kašperských Horách.

## Prezentace památky

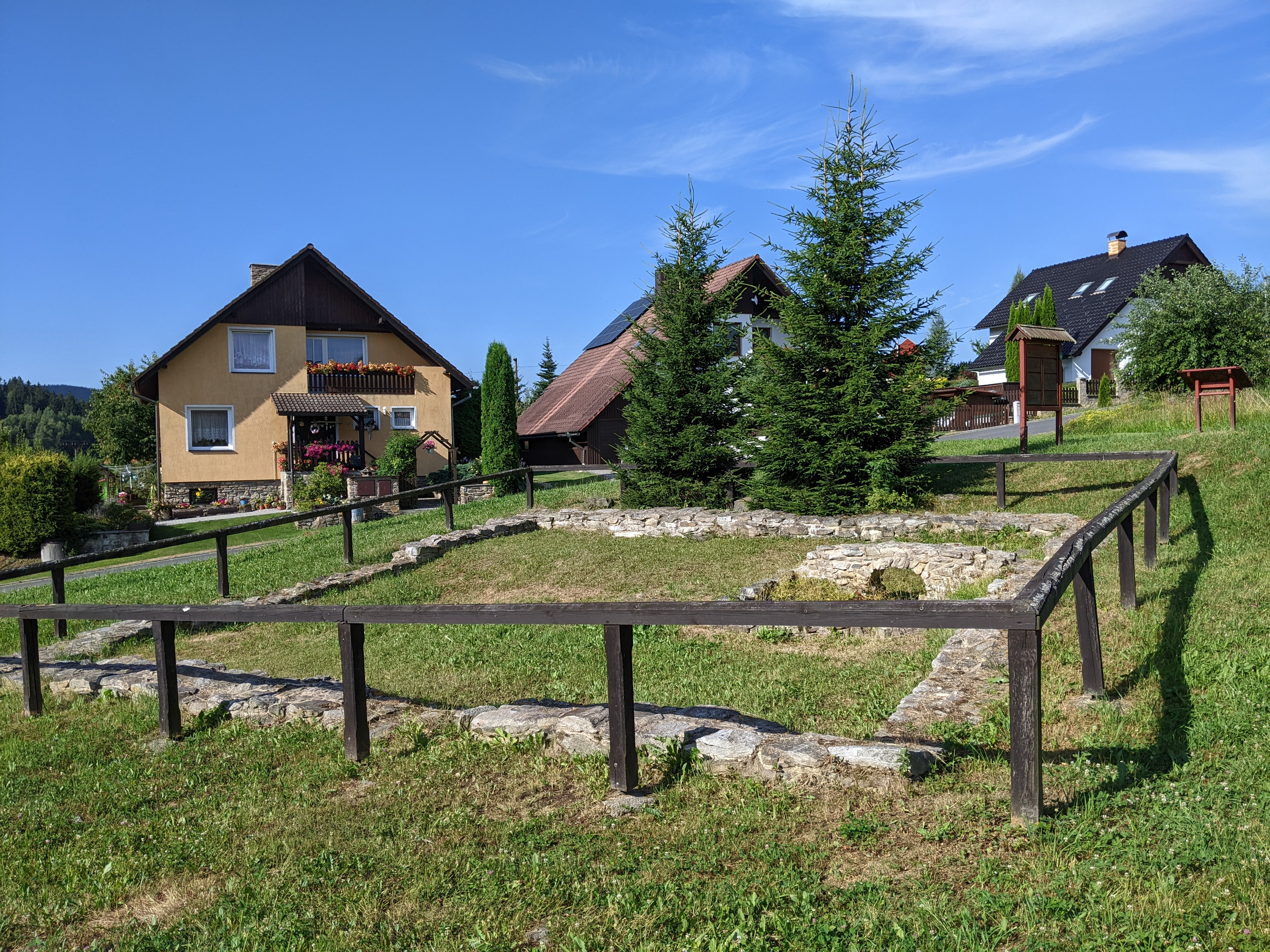
Úpravna zlatých rud v Kašperských Horách

Areál byl upraven a zakonzervován Národním technickým muzeem v Praze a Muzeem Šumavy Kašperské Hory a ohraničen, opatřen informačním panelem a lavičkou. Tudy vede naučná stezka Cestou kašperskohorských zlatokopů a také zde končí vlastivědné vycházky městem pořádané Informačním centrem Města Kašperské Hory. Nejen tuto výjimečnou památku, ale také další místa bývalé těžby (štoly, šachty, jámy tzv. pinky a příkopy lze navštívit na naučné stezce Cestou zlatokopů.  

## Názor archeologa
Archeolog Jiří Waldhauser o tomto nálezu napsal: „po jejím dokončení se rezervace octne na malém prostranství a bude, doufejme, uvedena do brilantního stavu, aby důstojně prezentovala dřívější slávu kašperskohorského zlata. Konečně, patří k nejstarším v celosvětovém měřítku.“